# Crataegus ravida
Crataegus ravida es una especie de planta del género Crataegus, perteneciente a la familia Rosaceae.

## Taxonomía
Crataegus ravida fue descrita por William Willard Ashe en 1901.

## Distribución
Se encuentra en el territorio de Tennessee.